# Gordon Mitchell
Gordon Mitchell (29 de julio de 1923 – 20 de septiembre del 2003) fue un actor y culturista de nacionalidad estadounidense que participó en unas 150 producciones cinematográficas y televisivas.

## Biografía
Su verdadero nombre era Charles Allen Pendleton, y nació en Denver, Colorado. Durante la Segunda Guerra Mundial sirvió en el Ejército de Estados Unidos en la Batalla de las Ardenas, en la cual fue hecho prisionero. Más adelante se graduó en la Universidad del Sur de California, acogiéndose a la ley G.I. Bill. Fue profesor de high school y consejero escolar en Los Ángeles, donde gracias a su físico dio clases a muchos estudiantes delincuentes.
Tras un período alistado en la guerra de Corea, encontró trabajo como extra cinematográfico en filmes como Prisoner of War, El hombre del brazo de oro y la cinta dirigida por Cecil B. DeMille Los diez mandamientos, donde él y su amigo Joe Gold arrastraban al Moisés interpretado por Charlton Heston ante el Faraón Yul Brynner. Mae West lo eligió para actuar en su número de nightclub como parte de su "pulido coro masculino".
Mitchell fue uno de los actores y culturistas estadounidenses que emigraron a Italia gracias al éxito de Steve Reeves en la película de 1958 Hércules, tras remitir una fotografía a un productor italiano, el cual lo contrató. A su llegada a Italia, recibió el nombre artístico por el que fue reconocido. En sus inicios encontró trabajo en películas de género péplum como Gli schiavi più forti del mondo y Il tesoro della foresta pietrificata (1965), y después en Spaghetti Westerns como Más allá de la ley y Era Sam Wallash… lo chiamavano “Così Sia”. Mitchell también actuó en Satiricón (1969), cinta dirigida por Federico Fellini.
A partir de los primeros años 1970 diversificó los géneros en los que trabajaba, participando en filmes de horror (Terror! Il castello delle donne maledette - 1974), Nazi exploitation (Kaput Lager - Gli ultimi giorni delle SS -1977), sexploitation (Porno erotico western - 1979), comedia criminal francesa (Le coup du parapluie - 1980), y filmes posapocalípticos (Endgame – Bronx lotta finale - 1983). También actuó en la película She, con el papel de "Hector." El film fue dirigido por Avi Nesher, y contaba con la actuación de Sandahl Bergman.
Mitchell fue muy amigo de los actores estadounidense emigrados Richard Harrison, Mike Monty (actuaron juntos en varias películas y compartieron apartamento en Italia en los años 1960), y John P. Dulaney. Todos ellos trabajaron en películas de acción de bajo presupuesto rodadas en Filipinas en los años 1980, entre ellas Commando Invasion y SFX Retaliator, ambas dirigidas por John Gale.
Gordon Mitchell volvió a los Estados Unidos a finales de la década de 1980, retirándose de la interpretación, aunque actuó ocasionalmente hasta su muerte por un infarto agudo de miocardio en Marina Del Rey, California, a los 80 años de edad.

## Filmografía (selección)
- 1954 : Prisoner of War
- 1955 : El hombre del brazo de oro
- 1956 : La vuelta al mundo en ochenta días
- 1956 : Los diez mandamientos
- 1957 : The Enemy Below
- 1957 : The Spirit of St. Louis
- 1958 : The Young Lions
- 1959 : Río Bravo
- 1960 : Espartaco
- 1961 : Maciste el coloso
- 1961 : Vulcano figlio di Giove
- 1962 : L’ira di Achille
- 1965 : Erik il Vichingo
- 1965 : Il tesoro della foresta pietrificata
- 1966 : 3 colpi di Winchester per Ringo
- 1966 : Uccidi o muori
- 1966 : Thompson 1880
- 1967 : Rita nel West
- 1967 : John il bastardo
- 1967 : Reflejos en un ojo dorado
- 1967 : Nato per uccidere
- 1968 : Sette volte sette
- 1968 : T'ammazzo!… Raccomandati a Dio
- 1968 : Más allá de la ley
- 1968 : Sapevano solo uccidere
- 1968 : Radhapura – Endstation der Verdammten
- 1968 : Carogne si nasce
- 1969 : Satiricón
- 1970 : Arrivano Django e Sartana...è la fine!
- 1970 : Inginocchiati straniero… i cadaveri non fanno ombra!
- 1971 : Giù la testa hombre
- 1971 : Allegri becchini… arriva Trinità
- 1971 : The Arizona Kid
- 1971 : Era Sam Wallash… lo chiamavano “Così Sia”
- 1971 : Per una bara piena di dollari
- 1971 : Il suo nome er a Pot… ma… lo chiamavano Allegria
- 1971 : Vamos a matar Sartana
- 1971 : Il giorno del giudizio
- 1971 : Se t'incontro t'ammazzo
- 1971 : Un uomo chiamato Dakota
- 1972 : Io monaca… per tre carogne e sette peccatrici
- 1972 : Scansati… a Trinità arriva Eldorado
- 1972 : Giù le mani… carogna!
- 1972 : Il magnifico West
- 1972 : I sette del gruppo selvaggio
- 1973 : C’era una volta questo pazzo pazzo west
- 1973 : Amico mio, frega tu… che frego io!
- 1973 : Il mio nome è Shanghai Joe
- 1975 : Quei paracul… pi di Jolando e Margherito
- 1975 : La tigre venuta dal fiume Kwai
- 1978 : Zanna Bianca e il grande Kid
- 1979 : I Mavri Emmanouella
- 1979 : Santa Lucia
- 1980 : Le coup du parapluie
- 1982 : Diamond Connection
- 1983 : Endgame – Bronx lotta finale
- 1987 : La croce dalle sette pietre
- 1989 : I promessi sposi (miniserie TV)
- 2004 : Malevolence